# Cil (chanteuse)
Pour les articles homonymes, voir CIL.
Cil, nom de scène de Cecilia Webber (née le 4 juin 2002 à Fort Collins), est une auteure-compositrice-interprète américaine.
Basée à Los Angeles, elle a fait des premières parties pour Stevie Nicks et Dua Lipa.
Elle a enregistrée deux EP : Tears Dry On Their Own (2023) et don’t hold me accountable (2025),.	